# 金井直 (建築家)
金井直（かないただし、1978年 - ）は、日本の建築家。カナイデザイン主宰。茨城県出身。 2000年、日本大学理工学部建築学科卒業（学士） 2002年、法政大学大学院工学研究科建設工学専攻（現・デザイン工学研究科建築学専攻）修士課程修了。複数の設計事務所を経て2005年、独立。おもな作品に、東松山の農産物直売所（協働設計。T-1 グランプリ2015、WADA賞2015、2018年日本建築学会作品選奨、2016年グッドデザイン賞）赤坂のクリニック、流山の個人住宅「未邸」、由比ヶ浜の歯科医院保養所「ニッチハウス」、青葉台（神奈川）のエステサロン及び目黒のエステサロン、市川の集合住宅ペントハウス（オーナー住戸）市川の集合住宅共用部デザイン監修（監理含まず）、芝公園のマッサージスペース、池袋の住戸（SOHO）、六本木の集合住宅エレベータホール、東高円寺のオフィス、青山のマンションエントランスホール基本デザイン・外観監修（監理含まず）、渋谷のアパレルショールーム、福岡西が丘の街区マスタープラン（協働）小田原のクリニック、ほか多数。